# Dá 1 Tempo!
Dá um Tempo! é um filme independente brasileiro de 2008, dirigido por Evandro Berlesi e Rodrigo Castelhano. A comédia romântica apresenta um personagem chamado Jorge que trabalha como office-boy de uma funerária e se apaixona por uma garota, apenas pelo nome. 
Foi o primeiro filme do projeto Alvoroço realizado na cidade de Alvorada, no Rio Grande do Sul, que consiste em produzir filmes de baixo orçamento inteiramente alvoradenses, com equipe, elenco e trilha sonora local. A produção contou com a participação especial do ator Jairo Mattos. 

## Elenco
- Diego Cesar - Jorge
- Jessica Ribeiro Maciel - Laissa Golf
- Jairo Mattos - Diretor da Escola
- Evandro Berlesi - Patrão de Jorge
- Raphael Marczal - Nando
- Henrique Gonçalves - Pablo
- Alan Campos - Gerson
- Everton Carvalho - Beto
- Bruna Cardoso - Cintia
- Marcelo Motta - Sandro
- Maria Alice Tacques - Irmã de Sandro
- Naira Borba - Irmã Trajano 1
- Vanessa "Vah" Martins - Irmã Trajano 2
- Édina Silva - Joana/Gauchinha Faceira
- Jaques Machado - Produtor pornográfico
- Samantha Santos - Letícia
- Michael Azambuja - Sapólio
- Vicky Silva - Pink
- Andressa Escobar - Laura
- Victor Hugo Alves - Flanelinha de bicicleta
- Rodrigo Reis - Flanelinha de carroça
- Michele Medeiros - Colega de Jorge
- Luana Setter- Ficante de Gerson
- Gisele
- Aline Del Sent - Menina das cartas 1
- Jessica Oliveira - Menina das cartas 2
- Daiane Gomes - Renata
- Bruna Henz - Paula
- Roselene Emerim - Tânia
- Marcela Laux - Panfleteira
- Ingrid Ilha Flores - Irmã de Jorge
- Jonathan Alves - Chato 1
- Wellington Rodrigues - Chato 2
- Carolina Knevitz - Menina do questionário 1
- Kassiane Hahn - Menina do questionário 2
- Jessica Luana Benker - Anita
- Maninho Mello - Ele mesmo
- Carlos Brum - Homem do atropelamento

## Produção
O filme foi produzido com o dinheiro dos próprios produtores e ninguém do elenco recebeu cachê. Dá um tempo! foi o primeiro longa-metragem gravado pelo projeto Alvoroço Filmes. O segundo foi Eu Odeio o Orkut (2011) e o terceiro foi Eu odeio o Big Bróder (2013). Uma das cenas do filme contou com a participação do então prefeito de Alvorada, João Carlos Brum (PTB). O roteiro é baseado nas desilusões amorosas do próprio diretor. A trilha sonora, que foi totalmente gravada por bandas alvoradenses, virou um CD a pedido dos espectadores. Destaque para as músicas "Laíssa" de Maninho Mello e "Vícios Tatuados" da banda Hay Kay. O filme foi lançado diretamente para  home video e disponibilizado gratuitamente para as videolocadoras da cidade.

## Exibição
Em sua primeira exibição pública, na Praça Central de Alvorada/RS, realizada em 7 de Setembro de 2008, conseguiu reunir um público superior a 25 mil pessoas. O filme faz parte da programação do canal Cine Brasil TV desde outubro de 2014. O filme teve sua estreia mundial durante a 13ª edição da Mostra de Tiradentes/MG (2010), e no mesmo ano participou do 18º Gramado CineVídeo'' 